# Tokyo Indoor 1981
Il Tokyo Indoor 1981 è stato un torneo di tennis giocato sintetico indoor. È stata la 4ª edizione del Tokyo Indoor, che fa parte del Volvo Grand Prix 1981. Si è giocato a Tokyo in Giappone dal 26 ottobre al 1º novembre 1981.

## Campioni

### Singolare maschile
Vincent Van Patten ha battuto in finale  Mark Edmondson con il punteggio di 6–2, 3–6, 6–3

### Doppio maschile
Victor Amaya /  Hank Pfister hanno battuto in finale  Heinz Günthardt /  Balázs Taróczy con il punteggio di 6–4, 6–2